# Paralela (zemljopis)
Paralelom, ponekad i usporednicom, naziva se kružnica koja spaja sve točke iste zemljopisne širine na površini Zemlje. Prema drugoj postojećoj definiciji, paralela je opseg kružnog presjeka zemljine kugle s ravni koja se u prostoru nalazi ortogonalno prema zemljinoj osi. Najčešće se označavaju svaka deseta ili dvadeseta paralela. 
Paralele opasuju Zemlju u smjeru istok - zapad i idu paralelno s ekvatorom, dok su meridijani okomiti na paralele, i uvijek dotiču kroz oba Zemljina pola. Ekvator je najveća paralela a prema sjeveru i jugu od njega paralele su sve kraće. Sjeverni i južni pol su najmanje paralele koje se nalaze 90° južno te 90° sjeverno od ekvatora. Za razliku od paralela, svi meridijani su jednako dugi i svaki polazi od jednog i završava na drugom polu. Razmak između dviju paralela je svuda približno 111 km.
Paralele se dijele na sjeverne i južne, ovisno o tome nalaze li se sjeverno ili južno od ekvatora, koji je prema tome nulta paralela i dijeli Zemlju na sjevernu i južnu polutku. Dok on proizlazi iz prirode rotirajuće kugle, nulti meridijan u Greenwichu je proizvoljno dogovoren.

## Veličina paralela i meridijana
Polumjer paralele smanjuje se s kosinusom zemljopisne širine β prema polovima i zbog toga iznosi na kugli polumjera R točno r = R·cos β. Za razliku od toga, meridijani imaju uvijek jednak polumjer, jer polaze i završavaju na Zemljinim polovima.

## Osobite paralele
Osobite paralele su već spomenuti ekvator, obratnice, polarni krugovi i polovi.
- sjeverni pol na 90° sjeverno
- sjeverni polarni krug, često i sjeverna polarnica ili arktički krug, na 66° 33' sjeverno
- sjeverna obratnica, poznatija kao Rakova obratnica, na 23°27' sjeverno
- ekvator na 0°
- južna obratnica, poznatija kao Jarčeva obratnica, na 23°27' južno
- južni polarni krug, često i južna polarnica ili antarktički krug, na 66°33' južno
- južni pol na 90° južno

#### Ekvator
Zemljin ekvator je najduža paralela i dijeli ju na dvije polutke. Kad bi Zemlja imala oblik prave kugle, (R=6371,2 km), ekvator bi bio dug 40.032 km. No, Zemlja je spljoštena za 0,3 postotka, tako da je ekvator u stvarnosti dugačak 40.075 km, dok je dužina meridijana 40.009 km.

#### Obratnice
Osobitost pojedinih obratnica, Rakove i Jarčeve, je u tome da ih određuje najsjeverniji i najjužniji položaj Sunca u zenitu na Zemlji. Zbog kosine ekliptike, obje se nalaze na 23°27' zemljopisne širine, sjeverno i južno. Na obratnicama podnevno sunce je točno u zenitu početkom astronomskog ljeta odnosno zime (na sjevernoj polutci to je 21. lipnja i 21. prosinca, a na južnoj obrnuto).

#### Polarni krugovi
Polarni krugovi su, opet, one dvije zemljopisne širine gdje Sunce istih dana upravo više ne zalazi odnosno, više ne izlazi. Od sjevernog odnosno južnog pola udaljene su jednako kao i Jarčeva i Rakova obratnica od ekvatora i nalaze se na 66°33' sjeverne odnosno južne zemljopisne širine. U smjeru prema polovima polarni krugovi - koji se, radi astronomske refrakcije ustvari nalaze na oko ± 67°12' - omeđuju područja s pojavama polarnog dana ljeti i polarne noći zimi (traju od jednog do 26 tjedana).

#### Polovi
Zemljini polovi nalaze se uvijek točno na 90° sjeverne odnosno južne zemljopisne širine. Oni su sasvim posebni, jer predstavljaju zapravo točku definiranu sjecištem svih meridijana.
Paralele se često koriste za razgraničenje između država odnosno regija, prije svega u Sjevernoj Americi. 